# Monoceronychus scolus
Monoceronychus scolus är en spindeldjursart som beskrevs av Pritchard och Baker 1955. Monoceronychus scolus ingår i släktet Monoceronychus och familjen Tetranychidae. Inga underarter finns listade i Catalogue of Life.